# Dorje Lhakpa
Der Berg Dorje Lhakpa befindet sich in einer Bergkette im Zentral-Himalaya südlich des Flusstals des Langtang Khola in der nepalesischen Verwaltungszone Bagmati.
Der 6966 m hohe Berg liegt im Osten des Langtang-Nationalparks. Der Achttausender Shishapangma liegt 18 km nördlich des Dorje Lhakpa.
Die erste offizielle Besteigung des Dorje Lhakpa fand am 18. Oktober 1981 durch eine nepalesisch-japanische Expedition (Pemba Tsering, Kazunari Murakami, Eiichi Shingyoji, Kataoka und Makoto Anbe) über den Westgrat statt.
Carlos Buhler bestieg den Berg 1992 solo. Im Herbst 1999 fuhr der junge Franzose Marco Siffredi auf dem Snowboard vom Gipfel ab.